# 薩摩川内市立平佐西小学校
薩摩川内市立平佐西小学校（さつませんだいしりつ ひらさにししょうがっこう）は、鹿児島県薩摩川内市平佐町にある市立小学校。

## 概要
薩摩川内市の西部、川内駅の東口の周辺に位置している。児童数は2010年4月現在で871人、学級数は1学年6学級から4学級で構成されている。
学校の敷地は平佐城跡にあり、豊臣氏と島津氏の戦いである九州征伐のうちの平佐城の戦いは平佐城を中心に起こった争いであり、この争いを以って九州征伐は島津氏側の敗北により終戦することとなった。戦いの後は、江戸期には平佐郷（後の平佐村の区域）の地頭仮屋が置かれたが、1872年に外城第28郷校を設置するために城址の一部が削り取られた。

## 歴史
1872年（明治5年）に平佐城址に外城第二十八郷校として設置され、その後1880年（明治13年）には校名を回天小学校に改称し、1886年（明治19年）には小学校令施行に伴い、回天尋常小学校、天辰尋常小学校に改称した。1897年（明治30年）に天辰尋常小学校と回天尋常小学校が合併し、平佐尋常小学校となり、1941年（昭和16年）に国民学校令施行されたのに伴い、平佐西国民学校に改称された。
1947年（昭和22年）には学制改革が行われ、川内市立平佐西小学校に改称。2004年（平成16年）には川内市が新設合併し、薩摩川内市となったのに伴い、薩摩川内市立平佐西小学校に改称した。

## 部活動
吹奏楽部
- 1998年
  - 第43回鹿児島県吹奏楽コンクール金賞受賞 鹿児島県代表
  - 第43回九州吹奏楽コンクール金賞受賞。

- 2011年
  - 第56回鹿児島県吹奏楽コンクール金賞受賞 鹿児島県代表
  - 第56回九州吹奏楽コンクール金賞受賞
  - 第17回日本管楽合奏コンテスト優秀賞受賞。　
  - 第38回鹿児島県アンサンブルコンテスト金賞受賞

- 2012年
  - 第57回鹿児島県吹奏楽コンクール金賞受賞 鹿児島県代表
  - 第57回九州吹奏楽コンクール金賞受賞 九州代表
  - 第31回全日本小学校バンドフェスティバル金賞受賞。

- 2013年
  - 第58回鹿児島県吹奏コンクール金賞受賞 鹿児島県代表
  - 第58回九州吹奏楽コンクール銀賞受賞
  - 第40回鹿児島県アンサンブルコンテスト金賞受賞 鹿児島県代表
  - 第40回九州アンサンブルコンテスト銀賞受賞

- 2014年
  - 第59回鹿児島県吹奏楽コンクール金賞受賞 鹿児島県代表
  - 第59回九州吹奏楽コンクール金賞受賞
  - 第41回鹿児島県アンサンブルコンテスト金賞受賞

- 2015年
  - 第60回鹿児島県吹奏楽コンクール金賞受賞 鹿児島県代表
  - 第60回九州吹奏楽コンクール金賞受賞
  - 第42回鹿児島県アンサンブルコンテスト金賞受賞 鹿児島県代表
  - 第42回九州アンサンブルコンテスト銀賞受賞

- 2016年
  - 第61回鹿児島県吹奏楽コンクール金賞受賞 鹿児島県代表
  - 第61回九州吹奏楽コンクール金賞受賞 九州代表

## 通学区域
平佐西小学校の通学区域は以下の大字の区域が指定されている。
| - 平佐町の全域 - 白和町の全域 - 鳥追町の全域 - 横馬場町の全域 | - 天辰町の全域 - 田崎町の全域 - 永利町の倉谷、小牟田原、辰口、南川 - 宮崎町の古川、沖玉 |

## 進学先中学校
- 薩摩川内市立川内中央中学校[4]

## 周辺施設
- 川内駅
- 平佐簡易郵便局
- 川内年金事務所